# Haast (Nouvelle-Zélande)
Pour les articles homonymes, voir Haast.
La ville de Haast est placée sous l' autorité territoriale du district de Westland, de la côte ouest de l'île du Sud de la Nouvelle-Zélande. La région de Haast couvre plus de 2 500 kilomètres carrés (970 milles carrés). La région porte le nom de Julius von Haast , un géologue prussien qui a découvert les premiers fossiles de moas. Il fonde notamment le Canterbury Museum à Christchurch.

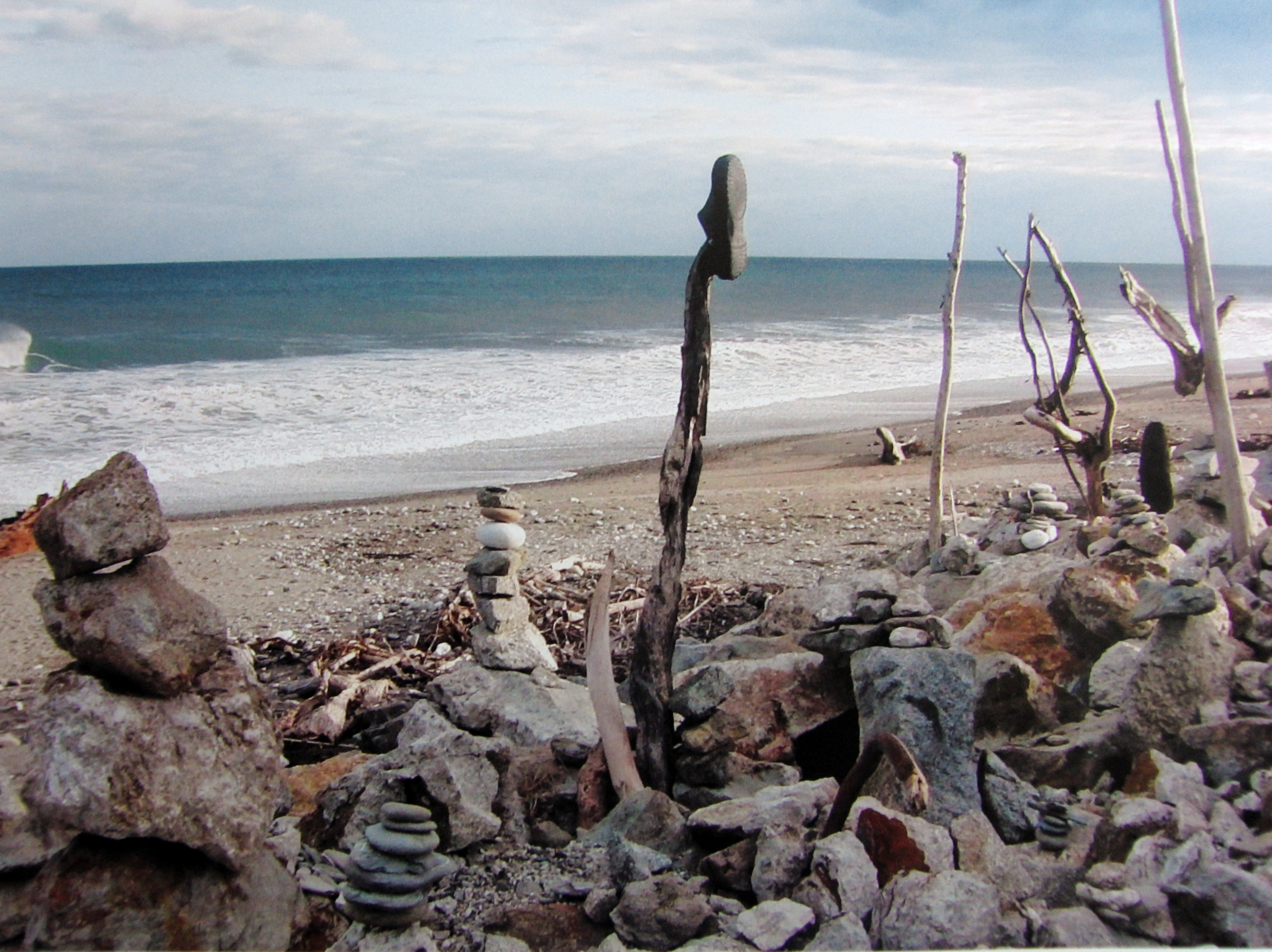
Ship Creek Hast Highway, Haast 7886, NZ (2)

Les principales activités économiques de la région de Haast sont l'agriculture, la pêche et le tourisme, attractif par le rare tokoeka, sous-espèce de kiwi, qui ne se trouve que dans les montagnes de la région de Haast. Le lac Moeraki est à 30 kilomètres (19 mi) au nord-est, et le col de Haast est à 63 kilomètres (39 mi) au sud-est de la route nationale   à l'est du canton de Haast. La colonie d'Okuru est située sur la côte à 12 kilomètres (7,5 mi) au sud-ouest de Haast,.

## Histoire
La colonisation européenne dans la région date de 1870, l'actuel canton de Haast  n'était à l'époque qu'un camp de construction de routes du ministère des Travaux publics. L'ouverture du col de Haast, en 1962 a rendu la région plus accessible. La route à travers le col de Wānaka a été améliorée en 1966.
En 1990, la région de Haast a été incluse dans le site du patrimoine mondial de l'UNESCO , conférant une reconnaissance internationale en tant que site de valeur naturelle importante à Te Wahipounamu - la zone du patrimoine mondial du sud-ouest de la Nouvelle-Zélande .